# Evolutionär utvecklingsbiologi
Evolutionär utvecklingsbiologi (bland forskare ofta kallat evo-devo från engelskans evolutionary developmental biology) är en gren inom biologin där man försöker fastställa hur utvecklingsprocesser (tex embryonal utveckling där ett befruktat ägg utecklas till en vuxen individ) evolverat, samt hur utvecklingsprocesser påverkar evolutionen. 

## Bakgrund
Evolutionär utvecklingsbiologi började etableras på 1990-talet och kan ses som en ny gren inom biologin där forskare från olika områden försöker väva samman kunskaper från traditionell evolutions- och utvecklingsforskning med modern molekylärgenetik. Med ett övergripande synsätt är det lättare att få en helhetssyn och därmed skapa möjligheter att se nya lösningar. Evolutionär utvecklingsbiologi har lett till bättre förståelse av evolutionens grundläggande mekanismer och har haft stor betydelse för att förstå t.ex. sambandet mellan genotyp och fenotyp samt uppkomsten av evolutionära nyheter.
Inom evolutionsbiologin studerar man fylogenier, hur organismer evolverat och grupper bildats när nya former och funktioner uppträder. 
Utvecklingsbiologers traditionella arbetsfält är ontogenin, hur organismen utvecklas från en befruktad cell till könsmogen individ med miljarder celler.
Den moderna genetiken har bidragit till att många organismers hela genom har kartlagts samt en förståelse för hur olika gener uttrycks. Under embryonalutvecklingen sköter utvecklingsmekanismer om att speciella utvecklingsgener uttrycks och deras produkter kan förklara organismernas olikheter på gennivå.
Inom evolutionär utvecklingsbiologi jämför biologer utvecklingsmekanismer hos olika flercelliga organismer. Syftet är att genom studier av mekanismerna och hur dessa har evolverat se samband med hur existerande gruppers karaktärsdrag förändrats och nymodigheter uppstått. 
Exempel på områden där ett sådant perspektiv lämpar sig är studier av djurens evolution, släktskap mellan grupper och vilka genetiska mekanismer som ligger bakom de morfologiska förändringarna hos djuren. Även när man studerar uppkomsten av evolutionära nymodigheter som kroppssegment, extremiteter och hjärtats ursprung är evo-devo-synsättet lämpligt.
Skillnader i kroppsplan och funktion hos två besläktade djurgrupper förklaras med att deras tidiga, embryonala, utveckling skiljer sig åt. Det innebär att någon gång under evolutionens gång skedde en förändring i hur dessa grupper uttrycker de gener som styr embryonalutvecklingen. När man förstår den molekylära skillnaden kan det hjälpa oss att förklara den enorma variation i form och funktion som finns bland organismerna och därigenom underlätta evolutionsstudier. All evolutionär förändring i fenotypen går tillbaka till förändringar i utvecklingen.

## Modellorganismer
Ett fåtal organismer har studerats mycket noga och kunskap om dessa har sedan kunnat applicerats på mindre undersökta organismer.
Viktiga modellorganismer är bland annat: bananfluga (Drosophila melanogaster), rundmask (Caenorhabditis elegans), zebrafisk (Danio rerio), mus (Mus musculus) kyckling (Gallus gallus) och Afrikansk klogroda (Xenopus laevis). De representerar olika grenar i fylogeniträdet men ger inte en heltäckande bild.
Fördelen med modellorganismerna är att deras embryonalutveckling är lätt att studera samt att deras genetik är känd. 
Man har funnit att de gener som styr utvecklingen hos bananflugan är väldigt lika de som styr utvecklingen hos ryggradsdjur (vertebrater)

## Embryonalutveckling
Redan under 1800-talet påstod Ernest Haeckels att ontogenin rekapitulerar fylogenin i den så kallade rekapitulationsteorin. Detta förklarar varför alla vertebrater inklusive människan har gälspringor och svans tidigt under embryonalutvecklingen. Dess giltighet ifrågasätts idag. Helt klart är i alla fall att stora likheter finns mellan olika djurgrupper i det fylotypiska stadiet (se nedan). 
Embryot genomgår olika utvecklingssteg och dessa skiljs åt mellan de olika modellorganismerna:
- Befruktning. Det befruktade ägget är sfäriskt och polariserat längs en vertikal axel. Alla individens gener finns samlade här.
- Klyvning[förtydliga]. Här sker en intensiv celldelning men ännu ingen differentiering eller tillväxt. De nya cellernas volym är mindre än det befruktade äggets volym.
- Blastulastadiet innebär att i cellklumpen bildas ett vätskefyllt hålrum. Här kan man prata om en embryoinduktion när kemiska signaler mellan celler kontrollerar utvecklingsmekanismerna.
- Gastrulation/gastrulering. Nu sker celldifferentiering, groddblad bildas och cellerna rör sig i förhållande till varandra. Vid celldifferentieringen avgörs vilka gener som ska uttryckas i respektive cell. Slutet av denna period, när nära besläktade grupper ser likadana ut, kallas det fylotypiska stadiet.

I stort sett alla djurs embryo, både ryggradslösa djur (evertebrater) och ryggradsdjur (vertebrater) består av tre olika tidiga cellager så kallade groddlager (endoderm, mesoderm och ektoderm). Cellerna från de olika groddlagren bildar senare olika vävnader och organ.
Ett sätt att illustrera diversiteten mellan ryggradsdjurens embryon är det fylotypiska timglaset(Duboule and Raff)
Längst ner, i den breda basen av timglaset, återfinns i det tidiga stadiet där diversiteten är stor bland djurgrupperna. Det beror bland annat på deras olika reproduktionssätt.
I timglasets midja finns det fylotypiska stadiet. Här är diversiteten liten och man kan urskilja synliga anatomiskt distinkta strukturer. Några sådana är:
- Ryggsträng - vilket är en tidigt mesodermlager längst en fram och bak axeln. Den består av vätskefyllda celler som hålls styva med hjälp av vätsketrycket. Ryggsträngen tillbakabildas hos de flesta djur och ersätts med ryggraden.
- Somiter eller ursegment. Detta är ”mesodermpaket”, uppdelade i segment på båda sidor om ryggsträngen, vilka senare kommer att utvecklas till ben och bålmuskler. Olikheterna hos vertebrater visar att identiteten hos somiterna varierar längst fram/bak axeln. Antalet varierar också inom vertebraterna.
- Nervrör (neutral tube) är en förtjockning av ryggsidans ektoderm som vikts ihop och bildar ett rör. Detta är början till centrala nervsystemet.

Inom evo-devo jämför man dessa strukturers och söker deras genetiska och evolutionära ursprung. 
Högst upp, i den breda delen, finns det sena stadiet och nu ökar diversiteten igen på grund av selektion.

## Vad styr genuttrycket?
Informationen som finns i en organisms DNA måste transkriberas (översättas) och detta sker med hjälp av att mRNA syntetiseras. Hela genomet transkriberas inte utan var transkriberingen ska börja och sluta bestäms av vissa DNA sekvenser som kallas genens promotor. En så kallad enhancer, som i sig är en DNA-sekvens, stimulerar transkribering från en viss promotor. Dessutom finns det speciella proteiner så kallade transkriptionsfaktorer vilka binder till enhancer och kontrollerar därmed själva transkriptionen. På så sätt kan en transkriptionsfaktor fungera likt en strömbrytare som stänger av och på gener.
När transkriptionen är avklarad avlägsnas vissa delar av mRNA som kallas introner. Resten av mRNA translateras (översätts) sedan i ribosomen, med hjälp av den genetiska koden, till ett specifikt protein med en bestämd aminosyrasekvens.
Proteiner fungerar sedan i organismen dels som byggnadsmaterial med inte minst som enzymer vilka styr viktiga funktioner i cellerna.
Det är med andra ord inte bara genotypen som avgör vilka genprodukter (proteiner) som bildas utan snarare var och när specifika gener transkriberas och där kommer transkriptionsfaktorerna att spela en avgörande roll. 
Transkriptionsfaktorer är genprodukter från reglerande gener.

## Verktygslådan
En liten del av en organisms gener används under utvecklingen för att påverka kroppsplanen, kroppsaxlar och kroppsdelarnas identitet och antal. Dessa gener tillhör den så kallade ”verktygslådan” och några exempel på gener är HOX, PAX 6, Emx och Cdx.
Hur verktygslådans gener uttrycks spelar stor roll för organismens morfologin.
Transkriptionsfaktorer är en viktig genprodukt från ”verktygslådans” gener.
”Verktygslådegenerna” upptäcktes först hos Drosophila och de delas av alla djur. När forskare jämför hur till exempel Hoxgenerna uttrycks i bananflugan kan de få viktig kunskap om mindre kända djur.
Studier kring Hoxgenerna, vilka uttrycks maximalt under det fylotypiska stadiet, är viktiga för att förstå djurens utveckling. Hoxgenerna ser under embryonalutvecklingen till att cellerna i de olika kroppssegmenten utvecklas vid rätt tidpunkt och i rätt riktning. De talar om var cellerna hör hemma, deras identitet, men bestämmer inte speciella strukturer. Hoxgenerna är viktiga för bildningen av kroppsaxlarna hos de flesta djur och för benutveckling. Så ett varierat uttryck av hoxgenerna längst kroppsaxlarna hos en insekt jämfört med ett kräftdjur kan förklara att djuren har olika antal benbärande segment.
Ett fel här, så kallade homeotiska mutationer, kan medföra att celler som tillhör ett kroppssegment kan få en funktion som tillhör ett annat segment. Detta visades experimentellt hos Drosophila. Genom att flytta runt gener visade det sig att Drosophila kunde utveckla ben på huvudet i stället för antenner och den mutationen kallas antennapedia. 
Hoxgenerna tillhör en genfamilj där alla ingående gener innehåller en gemensam DNA sekvens som kallas homeobox. Denna sekvens, som bara utgör en liten del av genen, kodar för den DNA-bindande delen hos transkriptionsfaktorn. Hox generna anses vara väldigt gamla och har hållits bevarade under evolutionen.
Hos människan består Hoxgenerna av 39 gener vilka sitter på fyra olika kromosomer. En viktig uppgift hos Hoxgenerna i den mänskliga embryonalutvecklingen är blodbildningen.
Olika Hoxgener är aktiva under olika tidpunkter under utvecklingen.
Den stora diversiteten bland djurgrupperna kan förklaras med att Hoxgenerna har evolverat genom genduplicering.
Variationer i kroppsplan och kroppsdelar samt evolution av morfologiska nyheter beror alltså både på skillnad i genotypen men också en förändring i uttrycket av verktygslådans gener.
Likheten i det fylotypiska steget visar på gemensamma gamla nedärvda strukturer i kroppsform och kroppsplan. Ryggsträngen finns hos alla kordater. Ben däremot finns bara hos vertebraterna och har evolverat senare och olika hos respektive grupp (jämför fåglar och grodor). Generella strukturer förekommer tidigare än speciella. 
Under evolutionen har embryostrukturer förändrats och fått nya funktioner. Nya anatomiska strukturer evolverar från gamla till exempel ben utvecklas ur fenor. Trots att vertebraternas ben ser så olika ut har de en gemensam grundplan som tyder på en gemensam gammal plan där Hoxgenerna uttrycks på likartat sätt. Skillnaderna kan sedan bero på nya uttryckssätt vilket leder till olika tillväxthastighet under utvecklingen. Det är till exempel ovanligt med fler än fem fingrar. Detta kan bero på att hoxgenerna tillhandahåller endast fem olika genetiska program för fingeridentitet.